# Amory Lovins

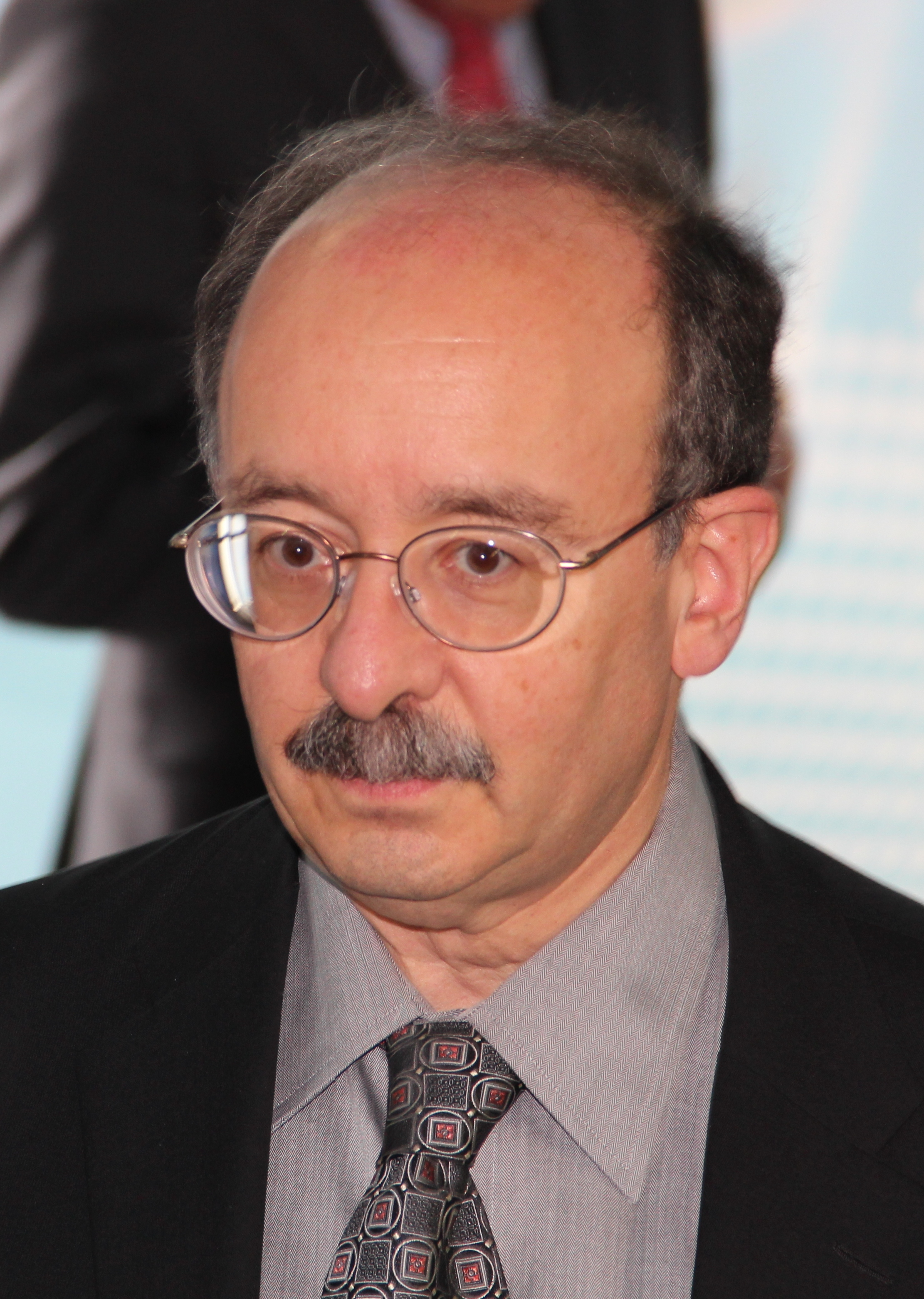
Amory Lovins 2013

Amory Bloch Lovins (* 13. November 1947 in Washington, D.C.) ist ein US-amerikanischer Physiker und Umweltaktivist.
Lovins ist einer der Geschäftsführer (CEO) des Rocky Mountain Institute und Autor zahlreicher Bücher, die zu einer effizienteren Nutzung der Energie im Privatbereich und in der Industrie führen sollen. Zu seinen Veröffentlichungen zählen Factor Four (zusammen mit seiner damaligen Frau Hunter Lovins und Ernst Ulrich von Weizsäcker) und Natural Capitalism (mit Paul Hawken und Hunter Lovins). In den 1980er-Jahren half Lovins bei der Entwicklung eines äußerst effizienten Kraftfahrzeugs, des Hypercar.
Lovins ist einer der einflussreichsten Fürsprecher des „weichen Energieweges“ (soft energy path) in den USA. Er ist Autor zahlreicher Veröffentlichungen. Er setzt sich für Einsparung von Energie und die Nutzung erneuerbarer Energiequellen ein.

## Leben und Werk
Lovins wuchs in mehreren Städten an der Ostküste der Vereinigten Staaten auf. Seine Familie zog während seiner Kindheit von Silver Spring über Elmsford und Montclair (New Jersey) nach Amherst (Massachusetts). Sein Vater, der optische Geräte entwarf, weckte mit seinen Experimenten im Heimlabor Lovins’ Interesse an Technik. Nach der Highschool begann Lovins ein Studium der Experimentalphysik an der Harvard University und arbeitete für verschiedene Institute wie das Lincoln Laboratory am MIT. Neben Physik studierte er auch Jura, Linguistik und Chemie. Allerdings brach er das Studium im Junior-Jahr ab, als er sich auf ein Hauptfach festlegen musste. Er zog nach England, wo er an der University of Oxford studierte. Dort brach er sein Studium erneut ab, da er sich nicht an ein vorgegebenes Studienprogramm binden wollte.
In den nachfolgenden Jahren engagierte sich Lovins für die Friends of the Earth, die große Umweltorganisation, für die er mehrere Jahre in Großbritannien als Repräsentant tätig war. Seine Interessenschwerpunkte verlagerten sich nun auf die Ressourcenpolitik, insbesondere die Energiepolitik. Er veröffentlichte noch zwei umfangreiche Bücher zum Thema Energie (World Energy Strategies und Non-Nuclear Futures, zusammen mit John H. Price), bevor er wieder in die USA zurückkehrte.
Die Ölkrise (Ölpreisschock) 1973 verhalf Lovins’ Ideen zu mehr Aufmerksamkeit. Foreign Affairs veröffentlichte 1976 seinen Essay Energy Strategy: The Road not taken?. Hierin beschreibt er den Einsatz „harter Energien“, wie erdölbetriebene Automobile, zentrale Großkraftwerke, die oft ineffizient arbeiten, sowie Kernkraftwerke. Dem setzt er die „weichen Technologien“ (auch alternative Energiequellen genannt) entgegen, wie z. B. Solarenergie, Windenergie und Biokraftstoff.
1979 heiratete er L. Hunter Sheldon, eine Rechtsanwältin und Sozialwissenschaftlerin, mit der er mehrere Bücher veröffentlichte. 1982 gründete Lovins zusammen mit seiner Frau das Rocky Mountain Institute in Snowmass, Colorado. Das Institut wurde schrittweise zu einem Vorzeigeobjekt für Energieeffizienz ausgebaut. Bereits in den 80er Jahren konnte es selbst in den häufigen schneidend kalten Winternächten Colorados (−40 °C) eine angenehme Raumtemperatur erzeugen, die nur durch Solarkraft und die Körperwärme der Mitarbeiter erzeugt wird. Sogar tropische und subtropische Pflanzen gedeihen, insbesondere die in Lovins’ Vorträgen oft erwähnten Bananen.
In der Ausgabe vom 11. Mai 2009 des Time-Magazins wurde er zu den 100 einflussreichsten Menschen gerechnet.

## Auszeichnungen
Amory Lovins ist Träger zahlreicher Auszeichnungen. So wurde ihm 1979 die Ehrendoktorwürde des Bates College verliehen. 1983 erhielt er den in Deutschland häufig als „Alternativer Nobelpreis“ bezeichneten Right Livelihood Award. 1993 war er MacArthur Fellow, 1998 erhielt er einen Heinz Award, 2007 den Volvo Environment Prize und 2016 das Bundesverdienstkreuz 1. Klasse.

## Veröffentlichungen
- Reinventing Fire: Bold Business Solutions for the New Energy Era. (2011), ISBN 1-60358-372-6 (Online als PDF)
- Winning the Oil Endgame: Innovation for Profit, Jobs and Security. (2005), ISBN 1-84407-194-4 (Online als PDF)
- The Natural Advantage Of Nations : Business Opportunities, Innovation And Governance in the 21st Century. (2004), ISBN 1-84407-121-9
- Small Is Profitable : The Hidden Economic Benefits of Making Electrical Resources the Right Size. (2003), ISBN 1-881071-07-3
- Natural Capitalism : Creating the Next Industrial Revolution. (2000), ISBN 1-85383-763-6. Deutsch: Öko-Kapitalismus : die industrielle Revolution des 21. Jahrhunderts, Wohlstand im Einklang mit der Natur. (2000)
- Energy Unbound : A Fable for America's Future. (1986), ISBN 0-87156-820-9
- Brittle Power : Energy Strategy for National Security. (1982 Neuaufl. 2001), ISBN 0-931790-28-X (Online als PDF)
- Soft Energy Paths : Towards a Durable Peace. (1977), ISBN 0-06-090653-7. Deutsch: Sanfte Energie : das Programm für die energie- und industriepolitische Umrüstung unserer Gesellschaft. (1978)
- Harvard Business Review on Business and the Environment.
- Factor Four : Doubling Wealth – Halving Resource Use : A Report to the Club of Rome. Deutsch: Faktor Vier : doppelter Wohlstand – halbierter Naturverbrauch ; der neue Bericht an den Club of Rome. (1995)
- A Road Map for Natural Capitalism.
- World Energy Strategies : Facts, Issues, and Options.
- Non-Nuclear Futures : The Case for an Ethical Energy Strategy.
- Energy/War: Breaking the Nuclear Link.
- The Energy Controversy : Soft Path Questions and Answers.
- The First Nuclear World War : A Strategy for Preventing Nuclear Wars and the Spread of Nuclear Weapons.
- Nuclear power : Technical Bases for Ethical Concern.
- Least-Cost Energy : Solving the CO2 Problem.
- Openpit Mining.